# Andreas Clemens (Mediziner)

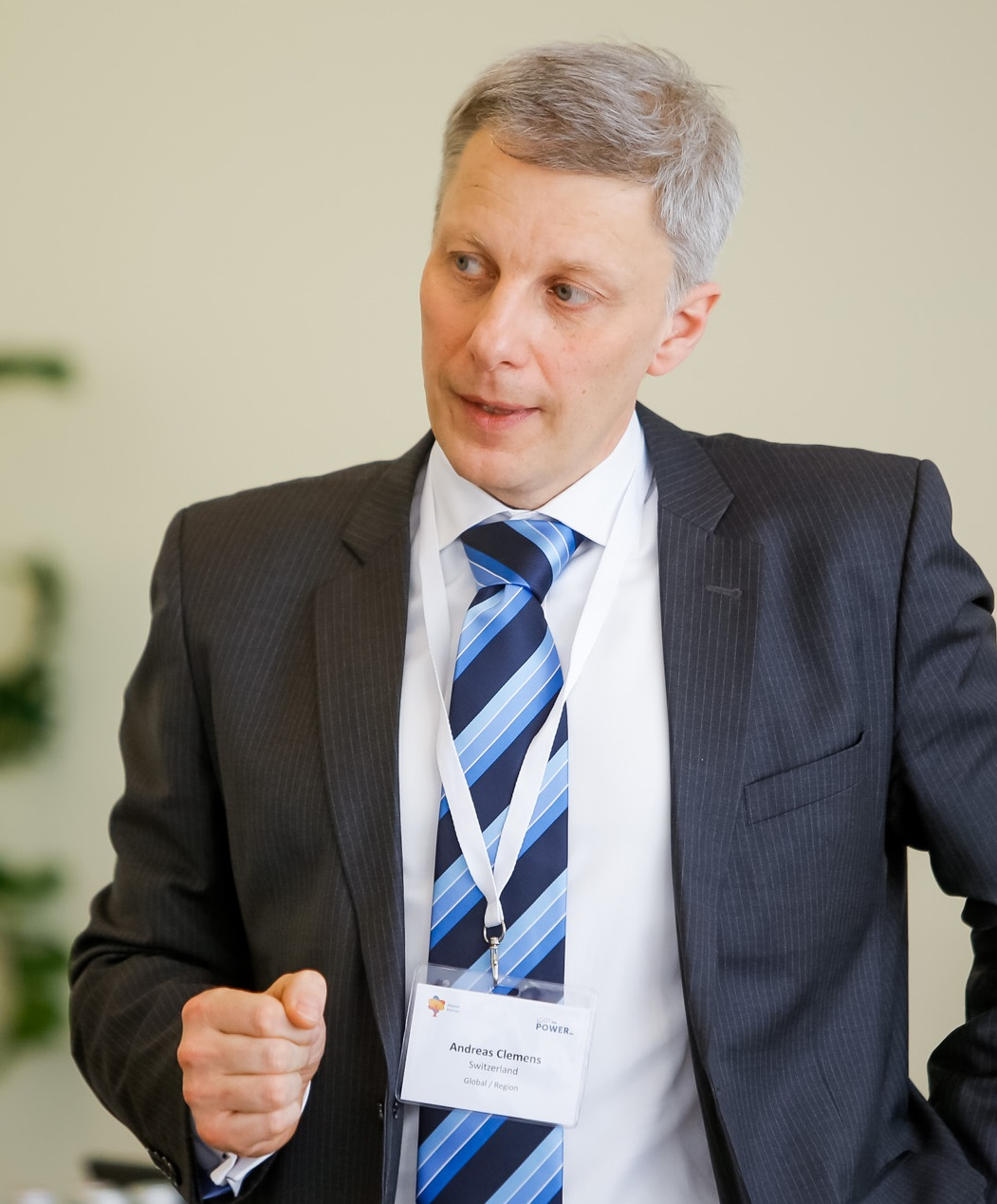
Andreas Clemens

Andreas Clemens (* 5. Mai 1966 in Hildesheim) ist ein deutscher Arzt. Er ist Internist, Endokrinologe, Diabetologe sowie in der Kardiologie habilitiert. Sein Hauptinteresse liegt in der Untersuchung und Entwicklung von Arzneimitteln im Bereich von Kardiologie, Endokrinologie, Ophthalmologie und sehr seltenen Erkrankungen.

## Leben und Wirken
Andreas Clemens ist der zweite Sohn von Herbert Clemens und Dorothea Clemens (geb. Wette). Sein Vater war Gynäkologe und zu dieser Zeit Oberarzt im Städtischen Krankenhaus Hildesheim in Niedersachsen.
Nach dem Medizinstudium und Promotion an der Georg-August-Universität Göttingen begann er 1994 seine klinische Ausbildung an der Universitätsklinik Christian-Albrechts-Universität zu Kiel in den Bereichen Innere Medizin, Gastroenterologie sowie im Institut für Pathologie der Universität. 1997 wechselte er an das Universitätsklinikum Heidelberg als Assistenzarzt in der Inneren Medizin, Endokrinologie und begann 2000 seine Tätigkeit im Klinikum Ludwigshafen im Bereich Gastroenterologie und im dortigen Diabeteszentrum. 2001 wechselte er als wissenschaftlicher Mitarbeiter in die Pharmaindustrie in verschiedenen Unternehmen (Pfizer GmbH, Boehringer Ingelheim GmbH und Novartis Pharma AG). Er hatte verschiedene nationale und internationale Verantwortlichkeiten von pharmazeutischen Produkten in den Bereichen Kardiologie und Stoffwechsel, Endokrinologie, Pulmonologie, Augenheilkunde, sowie im Bereich von sehr seltenen Erkrankungen (Antikörpertherapie und Gentherapie) und publizierte in diesem Zusammenhang zahlreiche wissenschaftliche Untersuchungen und Studien von der präklinischen, über Phase I bis hin zu Phase IV. Er war an der Entwicklung verschiedener Medikamente beteiligt (z. B. das inhalative Insulinpräparat Exubera, Pradaxa, Telmisartan und Amlodipin und das Kombinationsmedikament Twynsta). Des Weiteren ist er als Autor von multiplen Patenteinreichungen gelistet. Im Rahmen seiner wissenschaftlichen Tätigkeit hat er mehr als 130 peer-reviewed-Artikel veröffentlicht. Er hat einen H-Index von 47. Er habilitierte 2016 im Fach der Inneren Medizin (Kardiologie) und wurde an der Johannes Gutenberg-Universität Mainz zum Privatdozenten ernannt. Er ist Mitglied der European Association for Vision and Eye Research Foundation. Außerdem ist er assoziierter Editor (Redakteur) bei Contemporary Clinical Trials. Des Weiteren ist er aktiv in der Lehre an der Albert-Ludwigs-Universität Freiburg tätig. Derzeit ist er Medizinischer Direktor der Region Europa im Hauptsitz der Novartis Pharma AG in Basel, Schweiz.

## Werke (Auswahl)

### Publikationen
- Publikationen unter PubMed

### Weitere Literatur
- Kompendium Diabetologie, ISBN 978-3-642-58588-3
- Klinische Endokrinologie und Stoffwechsel, ISBN 978-3-642-56784-1